# 궁중병과연구원
궁중병과연구원은 중요무형문화재 제38호 궁중음식(궁중병과)의 보존 및 보급, 선양을 목적으로 2008년 4월 11일 설립된 대한민국 문화체육관광부 소관의 사단법인이다. 사무실은 서울특별시 종로구 가회동 28번지(우: 110-260)에 있다.

## 주요 사업
- 궁중음식(병과) 전수교육 및 발표회
- 음식에 관한 고서적 연구 및 발표
- 위 각호에 부대되는 사업일체